# 正公
正公可能是指：
- 楊廷藝在越南史上稱為「楊正公」
- 洛正公程頤